# TIME CAPSULE (水谷豊のアルバム)
『TIME CAPSULE』（タイム カプセル）は、水谷豊の1作目のセルフカバーアルバム。2008年5月14日発売。

## 概要
水谷にとって、本作の発売で約22年ぶりに音楽活動を再開した。内容は「はーばーらいと」「やさしさ紙芝居」「カリフォルニア・コネクション」など、過去のヒット曲を中心に収録。「カリフォルニア・コネクション」は水谷の楽曲では初となるMVを制作。そのMVにとんねるずの木梨憲武が出演。初回限定盤のDVDでMVを視聴できる。
CD+DVD（初回限定盤）・CD（通常盤）の2形態で発売され、初回限定盤は特製三方背BOXケース仕様、通常盤はボーナス・トラック2曲、「表参道軟派ストリート」と「SNOW BIRD」が追加収録となっている。

## チャート成績
オリコン初登場2位を獲得し、シングル・アルバムを通じて自己最高位となっている。
TOP10入りは1978年発売アルバム「水谷豊」以来30年8か月ぶりで、アルバムTOP10入りのインターバル新記録を更新した。

## 収録曲

### 初回限定盤
| #         | タイトル                         | 作詞      | 作曲      | 編曲      | 時間  |
| --------- | -------------------------------- | --------- | --------- | --------- | ----- |
| 1.        | 「はーばーらいと」               | 松本隆    | 井上陽水  | 佐藤準    | 5:16  |
| 2.        | 「故郷フィーリング」             | 阿木燿子  | 宇崎竜童  | 鈴木茂    | 3:56  |
| 3.        | 「やさしさ紙芝居」               | 松本隆    | 平尾昌晃  | 石川鷹彦  | 3:37  |
| 4.        | 「カリフォルニア・コネクション」 | 阿木燿子  | 平尾昌晃  | 鈴木茂    | 4:58  |
| 5.        | 「何んて優しい時代」             | 水谷豊    | 水谷豊    | 佐藤準    | 4:22  |
| 6.        | 「普通のラブ・ソング」           | 松本隆    | 筒美京平  | 佐藤準    | 4:25  |
| 7.        | 「マリーナ・デル・レイ」         | 松本隆    | 井上陽水  | 佐藤準    | 5:08  |
| 8.        | 「真夜中のスウィング」           | 松本隆    | 山梨鐐平  | 佐藤準    | 4:35  |
| 9.        | 「レモンティーで乾杯」           | 松本隆    | 松宮恭子  | 佐藤準    | 4:46  |
| 10.       | 「Because (for a Wedding Day)」  | 庄司明弘  | 山梨鐐平  | 佐藤準    | 3:38  |
| 11.       | 「心のままに」                   | 水谷豊    | 水谷豊    | 石川鷹彦  | 3:31  |
| 合計時間: | 合計時間:                        | 合計時間: | 合計時間: | 合計時間: | 48:12 |

### 通常盤
| #         | タイトル                                 | 作詞      | 作曲      | 編曲      | 時間  |
| --------- | ---------------------------------------- | --------- | --------- | --------- | ----- |
| 1.        | 「はーばーらいと」                       | 松本隆    | 井上陽水  | 佐藤準    | 5:16  |
| 2.        | 「表参道軟派ストリート」(通常盤のみ収録) | 阿木燿子  | 宇崎竜童  | 鈴木茂    | 4:06  |
| 3.        | 「故郷フィーリング」                     | 阿木燿子  | 宇崎竜童  | 鈴木茂    | 3:56  |
| 4.        | 「やさしさ紙芝居」                       | 松本隆    | 平尾昌晃  | 石川鷹彦  | 3:37  |
| 5.        | 「カリフォルニア・コネクション」         | 阿木燿子  | 平尾昌晃  | 鈴木茂    | 4:58  |
| 6.        | 「何んて優しい時代」                     | 水谷豊    | 水谷豊    | 佐藤準    | 4:22  |
| 7.        | 「普通のラブ・ソング」                   | 松本隆    | 筒美京平  | 佐藤準    | 4:25  |
| 8.        | 「マリーナ・デル・レイ」                 | 松本隆    | 井上陽水  | 佐藤準    | 5:08  |
| 9.        | 「真夜中のスウィング」                   | 松本隆    | 山梨鐐平  | 佐藤準    | 4:35  |
| 10.       | 「レモンティーで乾杯」                   | 松本隆    | 松宮恭子  | 佐藤準    | 4:46  |
| 11.       | 「Because (for a Wedding Day)」          | 庄司明弘  | 山梨鐐平  | 佐藤準    | 3:38  |
| 12.       | 「SNOW BIRD」(通常盤のみ収録)            | 松本隆    | 水谷豊    | 石川鷹彦  | 4:11  |
| 13.       | 「心のままに」                           | 水谷豊    | 水谷豊    | 石川鷹彦  | 3:31  |
| 合計時間: | 合計時間:                                | 合計時間: | 合計時間: | 合計時間: | 56:29 |

### DVD
1. Talk & Making of TIME CAPSULE（レコーディング・ドキュメンタリー、対談）
2. カリフォルニア・コネクション ビデオクリップ